# Charalambos Angurakis
Charalambos (Babis) Angurakis, gr. Χαράλαμπος (Μπάμπης) Αγγουράκης (ur. 19 stycznia 1951 w Bukareszcie, zm. 12 maja 2014) – grecki polityk i inżynier, działacz partyjny, poseł do Parlamentu Europejskiego VII kadencji.

## Życiorys
Urodził się w Rumunii w rodzinie uchodźców politycznych. Ukończył w 1973 studia na Uniwersytecie Technicznym w Dreźnie. Pracował na tej uczelni jako badacz do 1979, uzyskał tam stopień naukowy doktora. Po powrocie do kraju zaangażował się w działalność Komunistycznej Partii Grecji, wybierany do jej komitetu centralnego. W latach 1997–2000 reprezentował to ugrupowanie w Parlamencie Hellenów.
W wyborach w czerwcu 2009 kandydował bez powodzenia do Parlamentu Europejskiego z ramienia KKE. Mandat objął jednak w październiku tego samego roku po rezygnacji Athanasiosa Pafilisa. Przystąpił do grupy Zjednoczonej Lewicy Europejskiej i Nordyckiej Zielonej Lewicy.